# Over (Cambridgeshire)
Over – wieś i civil parish w Anglii, w Cambridgeshire, w dystrykcie South Cambridgeshire. W 2011 civil parish liczyła 2862 mieszkańców. Over jest wspomniana w Domesday Book (1086) jako Oure.